# وانبرو، ویلتشر
وانبرو (به انگلیسی: Wanborough) یک روستا و محله مدنی در بریتانیا است که در سویندون واقع شده‌است. وانبرو ۲٬۰۶۹ نفر جمعیت دارد.